# Isabelle-Claire-Eugénie d'Autriche
Pour les articles homonymes, voir Isabelle d'Espagne.

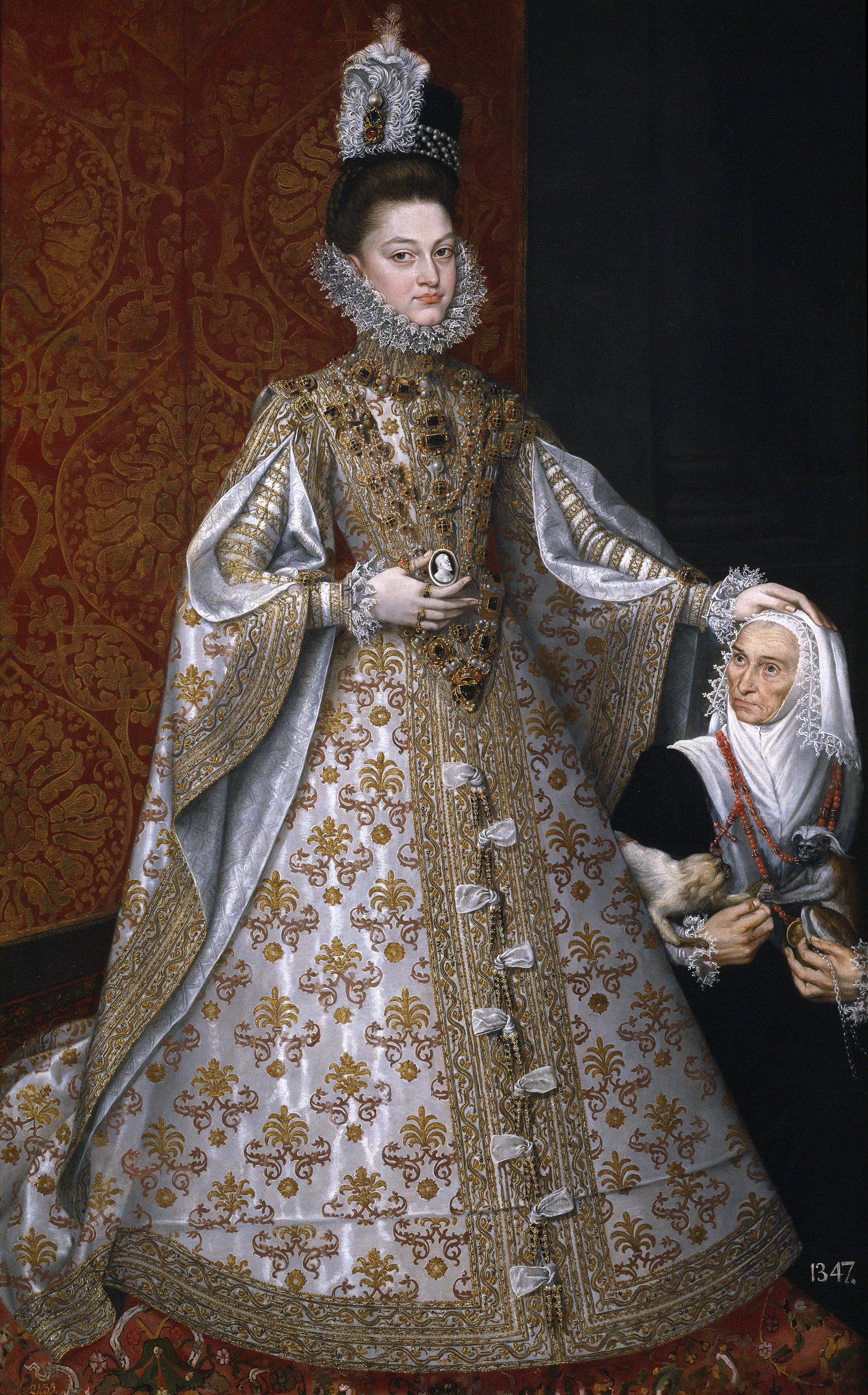
Isabelle-Claire-Eugénie d'Autriche, ca. 1586, par Alonso Sánchez Coello

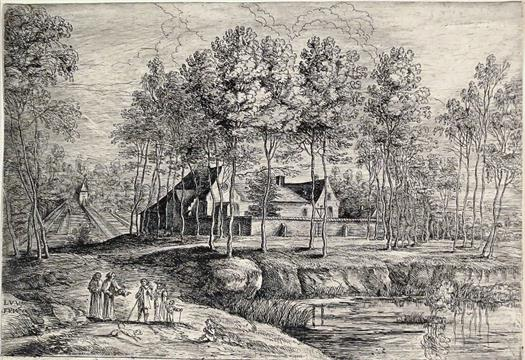
Le couvent des Capucins de Tervuren, qui aurait abrité les derniers instants de l'Infante, par Lucas van Uden (1595-1672).

Isabelle Claire Eugénie d'Autriche ou plus communément Isabelle d'Autriche (on appelait communément « Maison d'Autriche » la famille de Habsbourg dont elle est issue) ou Isabelle d'Espagne par son pays d'origine, est une duchesse de Bourgogne, archiduchesse d'Autriche et infante d'Espagne, née au palais de Valsain à Ségovie le 12 août 1566 et morte à Bruxelles le 1er décembre 1633. Par décision de son père, le roi Philippe II d'Espagne, à l'occasion de son mariage tardif le 6 mai 1598, Isabelle reçoit à titre personnel en dot les « Flandres », qui comprennent administrativement les provinces méridionales des Pays-Bas ayant échappé à la scission des Provinces-Unies et de la Franche-Comté, qui ne lui seront définitivement acquises que si elle a un héritier mâle de son mariage avec son cousin Albert, archiduc d'Autriche et ancien cardinal. Par une cérémonie formelle, elle délègue le gouvernement à son époux. Celui-ci décédant en 1621 sans qu'un héritier ne soit né, les Flandres reviennent à la couronne d'Espagne, à savoir au roi Philippe IV, Philippe III décédant également en 1621.
La souveraineté de l'Infante Isabelle dure de 1598 à 1621, année de la mort de son époux Albert. La souveraineté revient à la couronne d'Espagne, Isabelle d'Autriche sans héritier de sang, n'est plus qu'une simple gouvernante révocable, au nom de son neveu Philippe IV, conformément aux dispositions de l'acte de cession. Néanmoins Isabelle prend l'habit religieux de clarisse et demeure à la tête des Pays-Bas en tant que gouvernante générale des Pays-Bas espagnols jusqu'en 1633. En réalité, dépressive et accaparée par des pratiques dévotes et mystiques, la veuve Isabelle délaisse le pouvoir au cardinal La Cueva et au marquis de Santa Cruz, le premier aux affaires civiles et religieuses, le second aux affaires militaires.

## Biographie

### Enfance

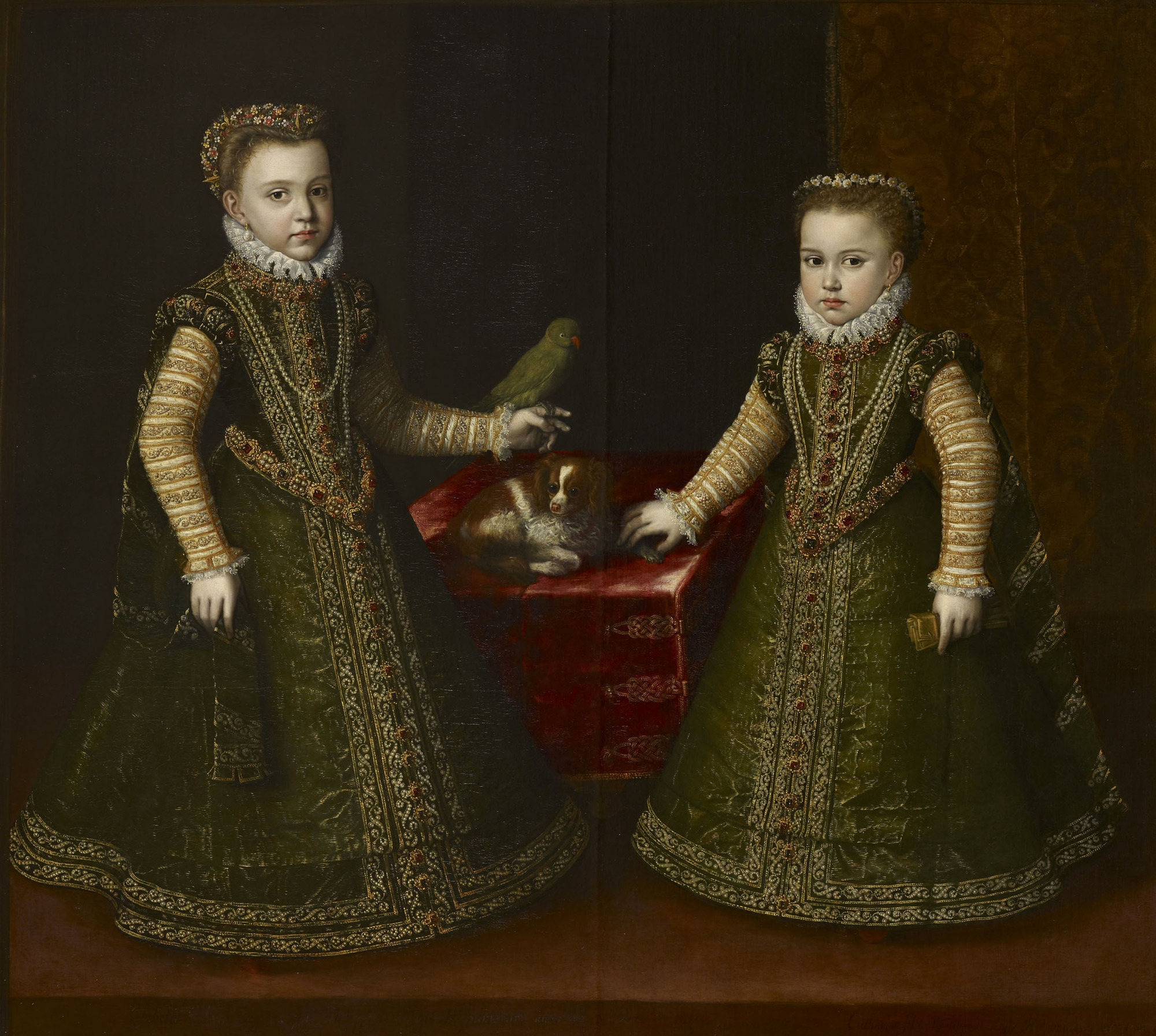
Les infantes Isabelle (à gauche) et Catherine, par Sofonisba Anguissola - 1570.

Elle est la fille de Philippe II d'Espagne et de sa troisième épouse Élisabeth de Valois, qui est sa préférée. Ses grands-parents paternels étaient l'empereur Charles Quint et Isabelle de Portugal. Ses grands-parents maternels sont Henri II de France et Catherine de Médicis.
Son père, Philippe II, aurait été rempli de joie à sa naissance et il aurait lui-même déclaré en être plus heureux qu'il ne l'aurait été de la naissance d'un fils. Philippe avait déjà un héritier mâle, Don Carlos d'Espagne, issu de son premier mariage avec la princesse Marie de Portugal. Il est cependant tué à l'âge de 23 ans (en 1568), son père le soupçonnant de conspiration contre lui, ce qui fait d'Isabelle sa prime héritière.

### Princesse prétendante à plusieurs titres et couronnes
Après l'exécution de Marie Stuart, la fille préférée de Philippe II est proposée comme héritière catholique au trône d'Angleterre. L'opération diplomatique, après un début prometteur, reste sans succès.
En 1589, après l'assassinat de son oncle Henri III, elle est proposée comme prétendante au trône de France, au préjudice de l'héritier mâle Henri de Navarre. Les Ligueurs cherchent à la placer sur le trône de France en tant que petite-fille d'Henri II, roi de France.

#### Prétendante au duché de Bretagne
Avec plus de persévérance, Philippe II soutient ses prétentions au duché de Bretagne. À la mort du dernier roi Valois, Henri III en 1589, sa nièce Isabelle se trouve être la plus proche parente de la tige héritière des droits des ducs de Montfort de Bretagne. Elle descend en droite ligne d'Anne de Bretagne par Claude de France, Henri II, Élisabeth de Valois (l'aînée des filles d'Henri II et la mère d'Isabelle). Si la succession au trône de France se heurte au principe de primogéniture en ligne masculine, accepté depuis des siècles en France, la succession de la Bretagne par les femmes est la règle. Henri III mort sans enfant, la dynastie des Valois s'éteint. Les princes de Bourbon ou de Lorraine pouvaient prétendre à sa succession comme roi de France, mais ne pouvaient en droit hériter en même temps du duché de Bretagne, qui aurait dû revenir à l'aîné des descendants de ses ducs par le sang : l'infante Isabelle. Cependant ce droit pouvait être contesté par l'édit d'union de la Bretagne à la France de 1532, et par la force des armes. 
La Bretagne est surtout une étape cruciale vers les Flandres, pour le cabotage commercial comme pour le contrôle militaire, ainsi qu'une base pour d'éventuelles opérations en Angleterre (la défaite de l'Invincible Armada ne date que de 1588). En 1590, allié avec le duc de Mercœur, Philippe-Emmanuel de Lorraine (autre prétendant de chef de sa femme Marie de Luxembourg, gouverneur de Bretagne et beau-frère de feu Henri III), Philippe II fait débarquer des troupes espagnoles sur trois pointes bretonnes : Crozon (face à Brest), Blavet (l'actuelle Port-Louis) et Crac'h-Locmariaquer (près d'Auray). Il y fait bâtir rapidement trois citadelles. Celle de Port-Louis subsiste.
Malgré ses succès initiaux, l'impossibilité de Mercœur à s'imposer durablement en Bretagne et les progrès d'Henri IV provoquent après huit ans de guerre la chute de ces citadelles. Les derniers Espagnols rembarquent en 1598 et Isabelle n'est jamais duchesse de Bretagne.

#### Prétendante au trône de France
En 1593, la Ligue organise à Paris des États généraux, dans l'espérance de choisir un nouveau roi pour la France dont la plus grande partie ne reconnaît toujours pas le prétendant officiel Henri de Navarre. Depuis l'Espagne, Philippe II appuie fermement la candidature de sa fille qui en tant que petite-fille d'Henri II peut prétendre à devenir reine de France. En dépit de la loi salique qui empêche toute femme de monter sur le trône de France, le roi d'Espagne espère imposer Isabelle. Au moins est-il assuré que celui qui sera choisi roi la prendra pour épouse car les Guise qui n'ont aucune légitimité à s'emparer de la couronne, voient dans le mariage avec l'infante l'occasion de confirmer leur ascension vers le trône. Parmi les prétendants se trouvent le jeune duc de Guise, âgé de vingt-deux ans ou encore le jeune duc de Nemours, âgé de vingt-six ans.
Le roi d'Espagne ne ménage pas sa peine pour faire couronner sa fille reine de France, cet événement serait pour lui l'aboutissement de sa politique française. Un grand tableau, grandeur nature d'Isabelle a été placé au centre de la salle où se déroulent les États généraux. Mais les manœuvres du roi d'Espagne irritent les Français. Par ailleurs, la division règne chez les catholiques. Le duc de Mayenne, principal prétendant au trône est un homme marié d'un certain âge qui supporte difficilement les prétentions de son neveu et de son demi-frère. À cela s'ajoutent les prétentions du duc de Lorraine époux de Claude de France, qui lui aussi appuie la candidature de ses enfants, petits-fils d'Henri II par leur mère.
L'échec de l'élection met en exergue les prétentions d'Isabelle. La conversion puis le sacre quelques mois plus tard d'Henri IV mettent un terme définitif aux espérances de Philippe II.

### Mariage et souveraineté sur les terres habsbourgeoises des Pays-Bas et de Bourgogne
Philippe II marie Isabelle à l'archiduc Albert. Le prétendant est un fils cadet de l'empereur Maximilien II. Il est élevé à la cour d'Espagne où son oncle Philippe II le fait nommer cardinal (il n'est pas nécessaire à l'époque d'être prêtre) puis gouverneur des Pays-Bas.
L'archiduc a 41 ans, l'infante 33. À l’occasion de son mariage (le 6 mai 1598) avec son cousin Albert d'Autriche, qui s'est démis à contrecœur de son titre cardinalice, Isabelle reçoit en dot le gouvernement des Pays-Bas, qu'elle partage avec son mari, ainsi que les comtés de Bourgogne et de Charolais. Or il est notoire que l'archiduc est dans l'incapacité physique d'engendrer[réf. souhaitée]. Le couple, uni dans sa foi, n'en sera pas moins actif et populaire et donne le jour à trois enfants morts en bas âge :
- Philippe, né le 21 octobre 1605, mort jeune ;
- Albert, né le 27 janvier 1607, mort jeune ;
- Anne-Mauricette, née vers 1608/1609, morte jeune.

Ayant signé le traité de Vervins avec la France, Philippe II d'Espagne s'engage à donner un gage de bonne volonté à son ancienne grande ennemie et à ses sujets lotharingiens parfois révoltés en accordant une indépendance relative aux Pays-Bas et à la Bourgogne d'obédience habsbourgeoise et espagnole. Il confie une souveraineté aménagée de ses terres à sa fille et à son gendre, sous réserve qu'elles retournent à la couronne d'Espagne « sans hoirs de sang » du couple. Ce qui signifie que si le couple n'avait aucun enfant, les Pays-Bas et la Franche-Comté retournaient de facto sous la tutelle royale espagnole et madrilène. L'étude minutieuse des subsides ibériques et des troupes espagnoles occupant et protégeant ces territoires pendant la souveraineté d'Isabelle et d'Albert permet de retrouver la véritable suzeraineté régalienne. 
Les deux souverains habsbourgeois, couple solidaire sans divergence, s'efforcent de pacifier les contrées que l'acte de cession de 1598 a placé sous leur régence commune. Il est évident que leurs premiers efforts diplomatiques et militaires s'effectuent aussi contre la France et contre Maurice de Nassau afin de réunifier, coûte que coûte et sans tarder, les dix-huit provinces. Mais l'échec est patent. Il faut se rendre à l'évidence d'une paix ou pacification générale, au moins provisoire, pour restaurer l'autorité perdue. 
Une anecdote classique mais fausse associe le prénom d'Isabelle avec la couleur isabelle, une sorte d'orange grisâtre, ce terme servant aussi à désigner diverses nuances de la robe d'un cheval. Selon cette légende, Isabelle d'Autriche aurait juré de ne pas changer de chemise tant qu'aurait duré le siège d'Ostende, qui dura trois ans de 1601 à 1604. Mais on parlait déjà de couleur isabelle en français ou en anglais (Isabella-colour) avant ce siège.
Le traité de Londres du 29 août 1604 et la Trêve de douze ans signée le 9 avril 1609 entre l'Espagne catholique et les Pays-Bas protestants doivent beaucoup à l'engagement actif des archiducs dans les négociations. Pour les Pays-Bas, c'est la fin d'un embargo qui paralysait le commerce.
Isabelle, dotée d'une belle nature démonstrative, s'efforce de se faire aimer de ses sujets. Elle y parvient. Son mari Albert reste terne, fluet et effacé, mais gouverne avec une grande rigueur. La paix établie aux Pays-Bas, les gouverneurs, profondément catholiques, réforment la justice, développent l'économie du pays, installent leur cour à Bruxelles, lieu de réunion du parlement. Cette cour flamboyante attire ou s'entoure d'artistes comme Rubens, Jordaens, Jan Brueghel ou Wenceslas Cobergher. Le 12 juillet 1611, Albert et Isabelle promulguent l'Édit perpétuel, première étape vers un code juridique dans les Pays-Bas méridionaux. L'année 1620 voit le triomphe de la réforme catholique, et l'épanouissement de la culture scientifique est remarquable, avec le chimiste van Helmont, le physicien Simon Stevin, et les savants historiens bollandistes.
À la mort d'Albert en 1621, Isabelle rejoint l'ordre des Clarisses et le roi d'Espagne la nomme à son tour gouverneur des Pays-Bas. Durant ces années où, dévote et dépressive, elle délègue son pouvoir aux représentants du roi d'Espagne, elle accorde l'hospitalité à Gaston d'Orléans et à son épouse Marguerite de Lorraine qui fuient la vindicte de Louis XIII, orchestrée par le cardinal de Richelieu.

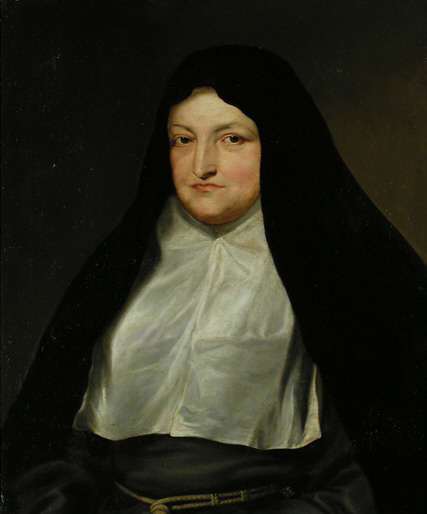
L'infante Isabelle habillée en clarisse.

Sa mort, en 1633, met fin pour les Pays-Bas à une période d’essor, puis de calme. Faute d’héritier, le gouvernement d’Albert et Isabelle était repris discrètement depuis une douzaine d'années sous l’autorité espagnole.
Le corps d'Isabelle est inhumé au côté de celui de son mari Albert, sous l’autel de la chapelle du Sacrement de Miracle, dans la cathédrale de Bruxelles. Elle y repose encore aujourd’hui. Seule reste une dalle de marbre rendant hommage aux gouverneurs de la Belgique l’indique, sans mentionner son nom.

Il faut attendre 1648, cinquante ans après l’avènement d’Albert et Isabelle, pour que la paix de Westphalie marque la fin de la guerre civile et sépare définitivement les Pays-Bas de la couronne habsbourgeoise et espagnole.

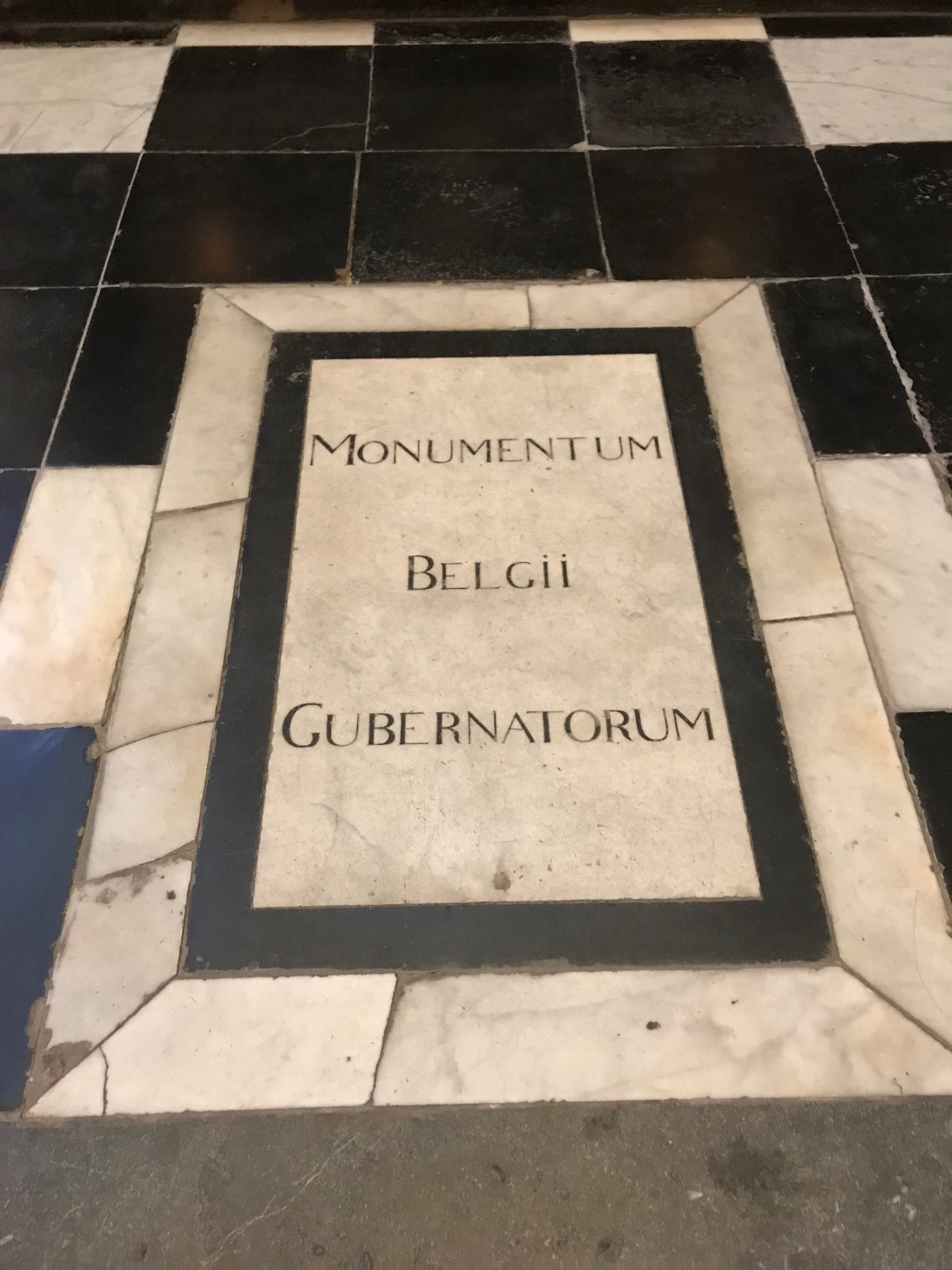

### Titulature

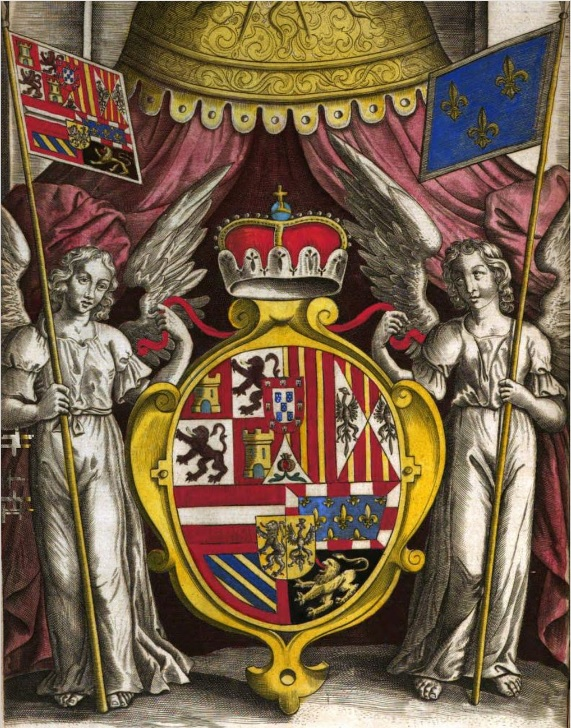
Grandes armoiries, 1631

Durant son règne, elle emploie la titulature abondante des ducs de Bourgogne. Son absence de souveraineté réelle et effective sur les provinces du nord favorise cependant l'usage d'une titulature abrégée se limitant volontairement aux titres les plus importants.

« Isabelle-Claire-Eugénie par la grâce de Dieu infante de tous les Royaumes d'Espagne, Duchesse de Bourgogne, de Lothier, de Brabant, de Limbourg et de Luxembourg, comtesse de Flandre, d'Artois, de Bourgogne Palatine, de Hainaut, de Hollande, de Zélande, de Namur, de Zutphen, marquise du Saint-Empire, Dame de Frise, de Salins, de Malines, des pays et cités d'Utrecht et de Groninge. »

## Ascendance
Elle est la nièce des rois de France François II, Charles IX et Henri III. En 1602, à l'occasion de la naissance d'Élisabeth de France, fille aînée d'Henri IV et de Marie de Médicis, elle est choisie par le couple royal pour être la marraine de la petite princesse, d'où le choix de son prénom (Élisabeth en espagnol se traduit par le prénom Isabel).